# Saison 2014-2015 de la Ligue féminine 2 de basket-ball
Navigation
Saison précédente Saison suivante
La saison 2014-2015 de LF2 est la cinquième édition du championnat de Ligue féminine 2. Le deuxième niveau du championnat oppose treize équipes françaises en une série de vingt-six journées durant la saison régulière de basket-ball.  
Dès 2015 avec une seule accession en Ligue féminine de basket, la formule est modifiée. Le champion est le vainqueur du Final Four, organisé sur le terrain du premier de la saison régulière, qui oppose les deux premiers de la saison régulière ainsi que les vainqueurs des classés d'une part 3e et 6e et d'autre part 4e et 5e. Selon la directrice de la LFB : « Nous avons imaginé cette formule en essayant de considérer tout le travail qui a été fait lors la saison régulière tout en conservant la compétition et l’intérêt d’un Final 4. On s’est donc dit que, en protégeant les 2 premiers de la saison régulière et en jouant les deux derniers tickets pour le Final 4 sur un match sec chez le mieux classé, on pouvait donner un peu de suspense et de dynamisme à cette Ligue 2 (...) Nous avons donc travaillé avec les clubs de NM1 et LF2 et tous contribuent financièrement au développement et au rayonnement des deux championnats, ce qui a permis de créer un emploi. (...) nous avons estimé que l’action qui était la plus pertinente et facile à mettre en place était un travail sur la visibilité et la communication autour du championnat. Nous avons jugé que cela permettrait aux clubs de pouvoir montrer à d’éventuels partenaires que le championnat de Ligue 2 est considéré par la Fédération et qu’il s’y passe des choses. Cette année le travail a porté ses fruits avec la naissance de « L’instant LF2 », beaucoup plus d’actualités rédigées par Nathan et l’association de la Ligue 2 à Championnes de Cœur à travers le tournoi de 3×3 ».
L'équipe classée à la dernière place de la saison régulière (hors Centre fédéral, qui est maintenu quels que soient ses résultats) est reléguée en Nationale féminine 1.

## Équipes
Treize équipes prennent part au championnat. Neuf de l'édition précédente, une reléguée de LFB (Cavigal Nice) et une promue de Nationale féminine 1 (Aulnoye-Aymeries). 
Le Basket Catalan Perpignan Méditerranée s'est vu refuser l'accession en Ligue féminine de basket, entraînant la repêchage d'Arras. Pau-Lacq-Orthez a demandé sa rétrogradation volontaire en championnat régional pour raisons financières. Villeurbanne ayant refusé l'accession proposée, la Ligue 2 ne compte que 13 équipes au lieu de 14. 

## La saison régulière

### Classement de la saison régulière
| Rang | Équipe             | Pts | J  | G  | P  | Pp   | Pc   | Diff |
| ---- | ------------------ | --- | -- | -- | -- | ---- | ---- | ---- |
| 1    | Cavigal NiceR      | 49  | 26 | 23 | 3  | 1775 | 1409 | 366  |
| 2    | Roche Vendée       | 47  | 26 | 21 | 5  | 1761 | 1418 | 343  |
| 3    | Dunkerque-Malo     | 44  | 26 | 18 | 8  | 1797 | 1652 | 145  |
| 4    | Limoges            | 43  | 26 | 17 | 9  | 1718 | 1623 | 95   |
| 5    | Chartres           | 41  | 26 | 15 | 11 | 1578 | 1545 | 33   |
| 6    | Reims              | 41  | 26 | 15 | 11 | 1604 | 1523 | 81   |
| 7    | Charnay            | 41  | 26 | 15 | 11 | 1523 | 1510 | 13   |
| 8    | Pays d'Aix         | 39  | 26 | 13 | 13 | 1566 | 1547 | 19   |
| 9    | Léon Trégor        | 38  | 26 | 12 | 14 | 1648 | 1698 | -50  |
| 10   | Aulnoye-Aymeries P | 37  | 26 | 11 | 15 | 1475 | 1476 | -1   |
| 11   | Strasbourg         | 36  | 26 | 10 | 16 | 1630 | 1646 | -16  |
| 12   | Le Havre           | 35  | 26 | 9  | 17 | 1475 | 1598 | -123 |
| 13   | Centre fédéral     | 29  | 26 | 3  | 23 | 1484 | 1869 | -385 |
| 14   | Exempt             | 26  | 26 | 0  | 26 | 0    | 520  | -520 |

| - Promotion directe pour le Final Four - Pré-qualification pour le Final Four - Relégation en Nationale 1 |
| R : Relégué de LFB 2013-2014                                                                              |
| P : Promu de Nationale 1 2013-2014                                                                        |

## Phase finale
Le titre de champion est désigné à l'issue d'une finale à quatre disputée les 9 et 10 mai à Nice, grâce à sa première place de la saison régulière. Nice remporte sa demi-finale et Roche Vendée la sienne, qualifiant d'office l'équipe de Roche Vendée pour la LFB la saison suivante. Nice remporte le Final Four face à Roche Vendée (67-57) et gagne son retour en Ligue féminine de basket une année après l'avoir quittée. 
|  | Quarts de finale                                              | Quarts de finale                                              |                                |                                | Demi-finales                   | Demi-finales                   |  |  | Finale                          | Finale                          |
|  | Quarts de finale                                              | Quarts de finale                                              |                                |                                | Demi-finales                   | Demi-finales                   |  |  | Finale                          | Finale                          |
|  |                                                               |                                                               |                                |                                |                                |                                |  |  |                                 |                                 |
|  | 2 mai 2015, Salle municipale des Sœurs de la Rivière, Limoges | 2 mai 2015, Salle municipale des Sœurs de la Rivière, Limoges |                                |                                | 9 mai 2015, Salle Leyrit, Nice | 9 mai 2015, Salle Leyrit, Nice |  |  | 10 mai 2015, Salle Leyrit, Nice | 10 mai 2015, Salle Leyrit, Nice |
|  | 2 mai 2015, Salle municipale des Sœurs de la Rivière, Limoges | 2 mai 2015, Salle municipale des Sœurs de la Rivière, Limoges |                                |                                | 9 mai 2015, Salle Leyrit, Nice | 9 mai 2015, Salle Leyrit, Nice |  |  | 10 mai 2015, Salle Leyrit, Nice | 10 mai 2015, Salle Leyrit, Nice |
|  | 2 mai 2015, Salle municipale des Sœurs de la Rivière, Limoges | 2 mai 2015, Salle municipale des Sœurs de la Rivière, Limoges | [1] Cavigal Nice               | 67                             |                                |                                |  |  | 10 mai 2015, Salle Leyrit, Nice | 10 mai 2015, Salle Leyrit, Nice |
|  | [4] Limoges                                                   | 76                                                            | [1] Cavigal Nice               | 67                             |                                |                                |  |  | 10 mai 2015, Salle Leyrit, Nice | 10 mai 2015, Salle Leyrit, Nice |
|  | [4] Limoges                                                   | 76                                                            | [4] Limoges                    | 55                             |                                |                                |  |  | 10 mai 2015, Salle Leyrit, Nice | 10 mai 2015, Salle Leyrit, Nice |
|  | [5] Chartres                                                  | 53                                                            | [4] Limoges                    | 55                             |                                |                                |  |  | 10 mai 2015, Salle Leyrit, Nice | 10 mai 2015, Salle Leyrit, Nice |
|  | [5] Chartres                                                  | 53                                                            | 9 mai 2015, Salle Leyrit, Nice | 9 mai 2015, Salle Leyrit, Nice | [1] Cavigal Nice               | 67                             |  |  |                                 |                                 |
|  | 2 mai 2015, Salle Marc Burnod, Dunkerque                      |                                                               | 9 mai 2015, Salle Leyrit, Nice | 9 mai 2015, Salle Leyrit, Nice | [1] Cavigal Nice               | 67                             |  |  |                                 |                                 |
|  |                                                               | [2] Roche Vendée                                              | 9 mai 2015, Salle Leyrit, Nice | 9 mai 2015, Salle Leyrit, Nice | 57                             |                                |  |  |                                 |                                 |
|  | [3] Dunkerque-Malo                                            | [2] Roche Vendée                                              | 9 mai 2015, Salle Leyrit, Nice | 9 mai 2015, Salle Leyrit, Nice | 57                             | 61                             |  |  |                                 |                                 |
|  | [3] Dunkerque-Malo                                            | [2] Roche Vendée                                              | 74                             |                                |                                | 61                             |  |  |                                 |                                 |
|  | [6] Reims                                                     | [2] Roche Vendée                                              | 74                             | 46                             |                                |                                |  |  |                                 |                                 |
|  | [6] Reims                                                     | [3] Dunkerque-Malo                                            | 70                             | 46                             |                                |                                |  |  |                                 |                                 |
|  |                                                               | [3] Dunkerque-Malo                                            | 70                             | Match pour la 3e place         |                                |                                |  |  |                                 |                                 |
|  |                                                               |                                                               |                                |                                |                                |                                |  |  |                                 |                                 |
|  | 10 mai 2015, Salle Leyrit, Nice                               |                                                               |                                |                                |                                |                                |  |  |                                 |                                 |
|  |                                                               |                                                               |                                |                                |                                |                                |  |  |                                 |                                 |
|  | [4] Limoges                                                   | 73                                                            |                                |                                |                                |                                |  |  |                                 |                                 |
|  | [4] Limoges                                                   | 73                                                            |                                |                                |                                |                                |  |  |                                 |                                 |
|  | [3] Dunkerque-Malo                                            | 83                                                            |                                |                                |                                |                                |  |  |                                 |                                 |
|  | [3] Dunkerque-Malo                                            | 83                                                            |                                |                                |                                |                                |  |  |                                 |                                 |

## Meilleures joueuses de la saison régulière
| Catégorie                     | Joueuse           | Équipe           | Statistiques |
| ----------------------------- | ----------------- | ---------------- | ------------ |
| Évaluation par match          | Keisha Hampton    | Dunkerque-Malo   | 24,3         |
| Points par match              | Keisha Hampton    | Dunkerque-Malo   | 21,9         |
| Rebonds par match             | Krystal Vaughn    | Limoges          | 11,4         |
| Rebonds défensifs par match   | Fabienne Constant | Le Havre         | 8,1          |
| Rebonds offensifs par match   | Shante Evans      | Pays d'Aix       | 4,9          |
| Passes décisives par match    | Anaïs Déas        | Aulnoye-Aymeries | 4,3          |
| Interceptions par match       | Sabrina Palie     | Léon Trégor      | 3,3          |
| Contres par match             | Keisha Hampton    | Dunkerque-Malo   | 1,0          |
| Fautes provoquées par match   | Shante Evans      | Pays d'Aix       | 6,8          |
| Pourcentage aux lancer-francs | Sabrina Palie     | Léon Trégor      | 87,0 %       |
| Pourcentage à 2 points        | Aminata Nar Diop  | Roche Vendée     | 58,8 %       |
| Pourcentage à 3 points        | Emmanuelle Gorjeu | Dunkerque-Malo   | 45,9 %       |